# Эрдем, Эда
Эда Эрдем-Дюндар (тур. Eda Erdem Dündar; род. 22 июня 1987, Стамбул, Турция) — турецкая волейболистка, центральная блокирующая.  

## Биография
Игровая карьера Эды Эрдем началась в 2000 году в юниорской команде стамбульского «Бешикташа», а 4 года спустя волейболистка была включена в основную команду клуба, с которой дебютировала в ведущем дивизионе чемпионата Турции. В 2008 году перешла в другой стамбульский клуб «Фенербахче», за который неизменно выступает с тех пор. В его составе 6 раз выигрывала чемпионат Турции, трижды — Кубок Турции и четырежды — Суперкубок страны, а на международной арене становилась победителем (в 2010) и двукратным призёром клубных чемпионатов мира, победителем (2012) и 3-кратным призёром Лиги чемпионов ЕКВ, а также обладателем Кубка ЕКВ (в 2014). 
С 2005 года — игрок национальной сборной Турции, а с 2016 — её капитан. В её составе дважды участвовала в Олимпийских играх (2012 и 2020), четырежды — в чемпионатах мира (2006, 2010, 2018, 2022), 9 раз — в чемпионатах Европы. Победитель (2023) и 4-кратный призёр чемпионатов Европы, победитель (2023) и 3-кратный призёр Лиги наций и Гран-при, 3-кратный призёр Евролиги.
Эда Эрдем-Дюндар является одной из лучших волейболисток мира в своём амплуа центральной блокирующей. 17 раз в этом качестве включалась в символические сборные по итогам национальных и международных турниров.
30 марта 2022 года избрана председателем Спортивного комитета Национального олимпийского комитета Турции.

### Клубная карьера
- 2000—2004 —  «Бешикташ»-2 (Стамбул);
- 2004—2008 —  «Бешикташ» (Стамбул);
- с 2008 —  «Фенербахче» (Стамбул).

## Достижения

### Клубные
- 7-кратная чемпионка Турции — 2009, 2010, 2011, 2015, 2017, 2023, 2024;
  - 5-кратный серебряный (2014, 2016, 2021, 2022, 2025) и 3-кратный бронзовый (2012, 2018, 2019) призёр чемпионатов Турции.
- 5-кратный победитель розыгрышей Кубка Турции — 2010, 2015, 2017, 2024, 2025;
  - 5-кратный серебряный призёр Кубка Турции — 2009, 2014, 2019, 2022, 2023.
- 3-кратный обладатель Суперкубка Турции — 2009, 2010, 2015, 2022.

- победитель Лиги чемпионов ЕКВ 2012;
  - серебряный (2010) и двукратный бронзовый (2011, 2016) призёр Лиги чемпионов ЕКВ.
- победитель розыгрыша Кубка Европейской конфедерации волейбола 2014.
- чемпионка мира среди клубных команд 2010;
  - двукратный бронзовый призёр клубных чемпионатов мира — 2012, 2021.

### Со сборной Турции
- победитель Лиги наций 2023
  - серебряный (2018) и бронзовый (2021) призёр Лиги наций.
- бронзовый призёр Мирового Гран-при 2012.
- чемпионка Европы 2023; 
  - серебряный (2019) и 3-кратный бронзовый (2011, 2017, 2021) призёр чемпионатов Европы.
- двукратный серебряный (2009, 2011) и бронзовый (2010) призёр Евролиги.

### Индивидуальные
- 2004: лучшая блокирующая молодёжного чемпионата Европы.
- 2006: лучшая блокирующая чемпионата Турции.
- 2009: MVP Суперкубка Турции.
- 2010: лучшая блокирующая Евролиги.
- 2010: лучшая подающая клубного чемпионата мира.
- 2011: лучшая нападающая чемпионата Турции.
- 2011: лучшая блокирующая Евролиги.
- 2014: лучшая центральная блокирующая (одна из двух) чемпионата Турции.
- 2015: лучшая нападающая Кубка Турции.
- 2015: лучшая центральная блокирующая (одна из двух) чемпионата Турции.
- 2015: лучшая центральная блокирующая (одна из двух) чемпионата Европы.
- 2016: лучшая центральная блокирующая (одна из двух) чемпионата Турции.
- 2016: лучшая центральная блокирующая (одна из двух) Лиги чемпионов ЕКВ.
- 2017: MVP Кубка Турции.
- 2017: лучшая центральная блокирующая (одна из двух) чемпионата Турции.
- 2017: лучшая центральная блокирующая (одна из двух) чемпионата Европы.
- 2018: лучшая центральная блокирующая (одна из двух) Лиги наций.
- 2019: лучшая центральная блокирующая (одна из двух) чемпионата Европы.
- 2021: лучшая центральная блокирующая (одна из двух) чемпионата Турции.
- 2021: лучшая центральная блокирующая (одна из двух) Лиги наций.
- 2021: лучшая центральная блокирующая (одна из двух) чемпионата Европы.
- 2022: лучшая центральная блокирующая (одна из двух) чемпионата Турции.
- 2023: лучшая центральная блокирующая (одна из двух) чемпионата Турции.

## Личная жизнь
В 2011 году Эда Эрдем вышла замуж за Эрдема Дюндара и стала носить двойную фамилию Эрдем-Дюндар.